# Faustina Benítez
María Faustina Benítez Ávila (15 de febrero de 1793 - 12 de agosto de 1870) fue esposa del general de división Juan Álvarez Hurtado, uno de los principales jefes insurgentes durante el movimiento independentista de 1810; y efímera primera dama de México en 1855.

## Biografía
Nació el 15 de febrero de 1793 en el barrio de San Nicolás de Coyuca (hoy Coyuca de Benítez), Guerrero; hija de un matrimonio de pardos formado por el rico hacendado Casimiro Benítez y su esposa Josefina Ávila. De buena posición económica, se le asignaron institutrices que se encargaron de proporcionarle una buena educación.
En el año del inicio del movimiento de Independencia, en 1810, Faustina se matrimonió con Juan Álvarez, a la sazón soldado en las filas del cura José María Morelos, y a quien había conocido por los deberes militares de este. De esta unión nacieron tres hijos:
- Diego Álvarez Benítez (12 de noviembre de 1812 – 28 de enero de 1899) – Fue el primogénito de sus hijos. Se alistó en las filas del ejército al lado de Vicente Guerrero y formó parte de la intervención norteamericana. Combatió a Antonio López de Santa Anna, fue diputado y más tarde gobernador de su estado.
- Félix Álvarez Benítez (c. 1814) – No alcanzó la madurez; enfermó al poco tiempo de nacido y murió de neumonía a los dos meses de edad.[5]
- Encarnación Álvarez Benítez (25 de marzo de 1818[6] – 25 de junio de 1857[7]) – El menor, optó por la carrera de las armas al igual que su hermano y su padre. Fue ascendido a general a los 37 años, en 1855. Un infarto fulminante acabó con su vida dos años después de su ascenso.[6]

En la época de Independencia, Faustina apoyó a su esposo en todas las causas que él abrazaba y se mostró enérgica contra el dominio español. Por esos años, Juan adquirió la hacienda de «La Providencia». Ahí, Faustina elaboraba figuras de cerámica, papel o concha. Se dedicaba al cultivo de maíz, arroz, frijol, plátanos y cocos. Además explotaba maderas preciosas como la caoba y el cedro, que trozaba y luego vendía en el puerto de Acapulco.
Cuando su marido fue designado Presidente de México en 1855; Faustina no dejó su tierra natal ni siquiera salió de su hacienda; sin embargo es considerada por la historia como primera dama. A ella no le gustaba la Ciudad de México, no era afecta a su comida ni a su gente, motivos por los cuales permaneció en «La Providencia».
Después de la presidencia de su esposo; el general y ella se reunieron para vivir juntos hasta el final de sus días. Los muchos años que vivió, Faustina fue invitada de honor al cambio de autoridades en el Ayuntamiento de Acapulco, además era la encargada de entregar las premiaciones a los estudiantes que se habían destacado en la escuela, la única que en ese tiempo había en el puerto,  durante el año lectivo. Más tarde, Faustina se unió a la causa de Benito Juárez durante la época de la Guerra de Reforma.
Su esposo murió en 1867; Faustina le sobrevivió apenas tres años. Al momento de repartir la herencia de Álvarez, los beneficiarios fueron ella, su hijo Diego y sus nietas Rafaela y María Petra. Faustina murió el viernes 12 de agosto de 1870 en su hacienda «La Providencia» en Guerrero; tenía 77 años de edad. 
En su honor, la legislatura del congreso local le asignó su apellido “Benítez” al nombre el municipio donde ella nació; ahí se encuentra un monumento erigido en su honor el 15 de febrero de 1952, donde cada año de su natalicio las autoridades municipales la homenajean.